# 托纳万达镇
托纳万达（英語：Tonawanda）是位于美国纽约州伊利县的一个镇，地处伊利县西北部、布法罗以北。2010年美国人口普查时，该镇有73567人。托纳万达镇建于1836年，1903年托纳万达市从该镇分出、独立设市。